# USS Sims (DD-409)
USS Sims (DD-409) là một tàu khu trục, chiếc dẫn đầu của lớp tàu mang tên nó được Hải quân Hoa Kỳ chế tạo ngay trước Chiến tranh Thế giới thứ hai; nó là chiếc tàu chiến đầu tiên của Hải quân Hoa Kỳ được đặt tên theo Đô đốc William Sims (1858-1936), người thúc đẩy việc hiện đại hóa Hải quân Hoa Kỳ. Sims đã hoạt động tại Mặt trận Thái Bình Dương trong Thế Chiến II cho đến khi bị máy bay từ tàu sân bay của Hải quân Nhật đánh chìm trong Trận chiến biển Coral vào ngày 7 tháng 5 năm 1942.

## Thiết kế và chế tạo
Sims được đặt lườn tại xưởng tàu của hãng Bath Iron Works Corporation ở Bath, Maine vào ngày 15 tháng 7 năm 1937. Nó được hạ thủy vào ngày 8 tháng 4 năm 1939; được đỡ đầu bởi bà William S. Sims; và nhập biên chế cùng Hải quân Mỹ vào ngày 1 tháng 8 năm 1939 dưới quyền chỉ huy của Hạm trưởng, Thiếu tá Hải quân W. A. Griswold.

## Lịch sử hoạt động

### Trước chiến tranh
Sau khi chạy thử máy tại vùng biển Caribe và hiệu chỉnh sau thử máy tại Xưởng hải quân Boston, gia nhập Hải đội Đại Tây Dương tại Norfolk, Virginia vào ngày 2 tháng 8 năm 1940. Nó tham gia hoạt động Tuần tra Trung lập vùng biển Caribe và Nam Đại Tây Dương. Trong tháng 11 và tháng 12, nó tuần tra ngoài khơi Martinique, và vào ngày 28 tháng 5 năm 1941 nó đi đến Newport, Rhode Island để bắt đầu hoạt động từ đây. Chiếc tàu khu trục lên đường đi Iceland vào ngày 28 tháng 7 cùng một lực lượng đặc nhiệm Hoa Kỳ; và trong tháng 8 đã tuần tra các lối tiếp cận Iceland. Trong tháng 9 và tháng 10, nó thực hiện hai chuyến tuần tra tại Bắc Đại Tây Dương; nó được phối thuộc cùng Hải đội Khu trục 2 kể từ khi thực hiện các chuyến Tuần tra Trung lập.

### Thế Chiến II
Sau khi Nhật Bản bất ngờ Tấn công Trân Châu Cảng vào ngày 7 tháng 12 năm 1941, Hải đội Khu trục 2 trở thành một đơn vị của Lực lượng Đặc nhiệm 17 hình thành chung quanh tàu sân bay Yorktown. Lực lượng đặc nhiệm rời Norfolk vào ngày 16 tháng 12 để đi San Diego, California. Từ đây, nó lên đường trong thành phần một đoàn tàu vận tải đưa lực lượng Thủy quân Lục chiến đến tăng cường cho Samoa, đến nơi vào ngày 23 tháng 1.
Vào lúc đó, phía cho rằng Nhật Bản sẽ tấn công Samoa để đe dọa tuyến đường hàng hải liên lạc giữa Đồng Minh với Australia. Để ngăn chặn một hành động như vậy, một cuộc không kích bằng tàu sân bay xuống các căn cứ Nhật Bản tại quần đảo Marshall được lên kế hoạch. Lực lượng đặc nhiệm của Yorktown dự định sẽ tấn công các đảo Mili, Jaluit và Makin, trong khi một lực lượng khác tập trung chung quanh Enterprise sẽ nhắm vào Kwajalein, Wotje và Maloelap. Lực lượng Đặc nhiệm 17 rời Samoa vào ngày 25 tháng 1, với Sims trong thành phần hộ tống. Lúc 11 giờ 05 phút ngày 28 tháng 1, nó trông thấy một máy bay ném bom đối phương; và đến 11 giờ 14 phút, một chuỗi bốn quả bom được ném cách khoảng 1.500 thước Anh (1.400 m) về phía đuôi con tàu. Sang ngày hôm sau, các tàu sân bay tung ra cuộc không kích vào các mục tiêu đối phương rồi rút lui.
Sims cùng với Lực lượng Đặc nhiệm 17 khởi hành từ Trân Châu Cảng vào ngày 16 tháng 2 trong một dự định tấn công đảo Wake. Không lâu sau khi khởi hành, mệnh lệnh được thay đổi và họ đi đến khu vực đảo Canton, một đảo nhỏ nằm trên tuyến đường giữa Honolulu và New Caledonia, được cho là đang bị đe dọa bởi lực lượng Nhật Bản. Đến đầu tháng 3, phía Nhật đã chiếm đóng Lae và Salamaua thuộc bờ biển phía Bắc của New Guinea. Để ngăn chặn cuộc tiến quân của đối phương tại đây, một cuộc không kích được tung ra từ các tàu sân bay Lexington và Yorktown vào ngày 10 tháng 3. Chiếc tàu khu trục tiếp tục ở lại đảo Rossel thuộc quần đảo Louisiade cùng một lực lượng tàu tuần dương và tàu khu trục để bảo vệ các tàu sân bay khỏi các cuộc tấn công mặt biển. Nó sau đó tiếp tục hoạt động tại khu vực New Caledonia-quần đảo Tonga.

#### Trận chiến biển Coral
Vào cuối tháng 4, một lực lượng đặc nhiệm Nhật Bản được tập trung để bắt đầu hoạt động hỗ trợ cho việc tiến quân về phía Australia. Lực lượng bao gồm một đội hộ tống để bảo vệ cho lực lượng đổ bộ lên Tulagi và Port Moresby, cùng một lực lượng tấn công để tiêu diệt hải quân Đồng Minh tại biển Coral. Tàu sân bay hạng nhẹ Shōhō được phối thuộc cho lực lượng hộ tống, trong khi hai tàu sân bay hạm đội Shōkaku và Zuikaku nằm trong thành phần lực lượng tấn công dưới quyền Phó đô đốc Takeo Takagi. Các tàu chiến Hoa Kỳ được chia thành các lực lượng đặc nhiệm tập trung chung quanh Lexington và Yorktown. Sims được lệnh hộ tống cho tàu chở dầu USS Neosho; lực lượng đặc nhiệm được tiếp nhiên liệu trong các ngày 5 và 6 tháng 5, trước khi Sims và Neosho được cho tách ra để đi đến điểm hẹn tiếp nhiên liệu tiếp theo.
Sáng ngày 7 tháng 5, một máy bay trinh sát của lực lượng tấn công Nhật Bản phát hiện chiếc tàu chở dầu và tàu khu trục, và đã báo cáo chúng cho đô đốc Takagi như một tàu sân bay và một tàu tuần dương. Takagi ra lệnh một cuộc tấn công toàn diện; và đến 09 giờ 30 phút, 15 máy bay ném bom tầm cao đã tấn công hai con tàu nhưng không gây thiệt hại nào. Đến 10 giờ 38 phút, mười chiếc khác lại tấn công, nhưng sự cơ động khéo léo đã giúp họ né tránh được chín quả bom ném xuống. Một đợt tấn công thứ ba với 36 máy bay ném bom bổ nhào Aichi D3A Val được tung ra, cuối cùng đã đánh hỏng Neosho với bảy quả bom ném trúng đích và một chiếc máy bay đâm bổ vào nó.
Sims bị tấn công từ mọi phía; nó tự vệ tối đa bằng mọi cách có thể có. Ba quả bom 250 kilôgam (550 lb) đã đánh trúng chiếc tàu khu trục; hai quả phát nổ trong phòng động cơ, và chỉ sau vài phút con tàu bị vỡ làm đôi ở giữa tàu và bắt đầu chìm. Một vụ nổ lớn dưới nước xảy ra đã nhấc tung phần còn lại của con tàu lên khỏi mặt nước. Một xuồng cứu hộ đã cứu được 16 người sống sót, họ ở lại cùng với phần nổi của Neosho cho đến khi được Henley cứu vào ngày 11 tháng 5. Sims được cho rút khỏi danh sách Đăng bạ Hải quân vào ngày 24 tháng 6 năm 1942.

## Phần thưởng
Sims được tặng thưởng hai Ngôi sao Chiến trận do thành tích phục vụ trong Thế Chiến II.